# Збірна Індії з крикету
Збірна Індії з крикету (англ. India national cricket team, гінді भारतीय क्रिकेट टीम) представляє Республіку Індія у міжнародних тестових матчах, а також матчах ODI і Twenty20 по крикету. Індія володіє статусом повноцінного члена Міжнародного ради крикета, що дозволяє їй брати участь у тестових матчах. Крикет був привезений в Індію європейськими торговельними флотами у XVIII віку, а перший індійський клуб появився у Калькутті у 1792 році. Тим часом, дебют індійської збірної відбувся лише у 1932 році. Індіанці стали шостим володарем тестового статусу. Протягом перших п'ятдесяти років існування збірної вона вступала як англійцям, так і австралійцям. Індійський спортсмени виграли 35 з 196 тестових матчів, проведених за цей період. В кінці 1970-тих років XX століття, з появою таких гравців, як Суніл Гаваскар, Капіл Дев, Ерапаллі Прасанна, Спінівас Венкатарагхаван, Бхагват Чандрасекхар і Бішен Сінгх Беді, збірна почала конкуренцію із сильними командами світу. Індія традиційно сильна у домашній матчах, і на початку XXI століття команда суттєво поліпшила свої показники.
У 1983 рокові Індія стала чемпіоном світу ODI, у 2003 році команда вийшла у фінал чемпіонату, а у 2011 році змогла повторити успіх майже тридцятирічної давності. Індія стала третьою командою після Австралії і Вест-Індії, зумівши виграти турнір більше одного разу. Окрім того, індіанці вперше у історії чемпіонату змогли завоювати титул на рідній землі. У 2007 році збірна стала переможцем чемпіонату світу Twenty20, а у 2013 році азійські спортсмени виграли Чемпіонс Трофи. У 2000 році збірна стала фіналістом ICC Трофи, а у 2002 році розділила успіх у Чемпіонс Трофі з Шрі-Ланкою.
Зараз[коли?] Індія займає другу позицію у рейтингу тестових збірних, перебуває на першому місці у рейтингу ODI і є третьою у системі Twenty20. Капітаном команди у всіх трьох форматах виступає Махендра Сингх Дхоні. Саме у епоху Дхоні Індія стала одним з лідерів світового крикета. Тим часом, у складі команди грають й інші сильні гравці, зокрема, Сачін Тендулкар і Вірендер Сехваг. Обидва спортсмена є володарями кількох світовий рекордів.

## Виступи
| Чемпіонат світу ODI     | Чемпіонат світу ODI | Чемпіонат світу ODI | Чемпіонат світу ODI | Чемпіонат світу ODI | Чемпіонат світу ODI | Чемпіонат світу ODI | Чемпіонат світу ODI | Чемпіонат світу ODI |
| Рік                     | Раунд               | Позиція             | Матчі               | Перемоги            | Поразки             | Нічия-тай           | Нi результату       |                     |
| ----------------------- | ------------------- | ------------------- | ------------------- | ------------------- | ------------------- | ------------------- | ------------------- | ------------------- |
| 1975                    | 1-й раунд           | 6/8                 | 3                   | 1                   | 2                   | 0                   | 0                   |                     |
| 1979                    | 1-й раунд           | 7/8                 | 3                   | 0                   | 3                   | 0                   | 0                   |                     |
| 1983                    | перемога            | 1/8                 | 8                   | 6                   | 2                   | 0                   | 0                   |                     |
| 1987                    | третє місце         | 3/8                 | 7                   | 5                   | 2                   | 0                   | 0                   |                     |
| 1992 Нова Зеландія      | 1-й раунд           | 7/9                 | 8                   | 2                   | 5                   | 0                   | 1                   |                     |
| 1996                    | третє місце         | 3/12                | 7                   | 4                   | 3                   | 0                   | 0                   |                     |
| 1999                    | 2-й раунд           | 6/12                | 8                   | 4                   | 4                   | 0                   | 0                   |                     |
| 2003 ПАР Зімбабве Кенія | фінал               | 2/14                | 11                  | 9                   | 2                   | 0                   | 0                   |                     |
| 2007 Вест-Індія         | 1-й раунд           | 10/16               | 3                   | 1                   | 2                   | 0                   | 0                   |                     |
| 2011 Бангладеш          | перемога            | 1/14                | 9                   | 7                   | 1                   | 1                   | 0                   |                     |
| 2015 Нова Зеландія      | третє місце         | 3/14                | 9                   | 8                   | 1                   | 0                   | 0                   |                     |
| 2019                    | -                   | -                   | -                   | -                   | -                   | -                   | -                   |                     |
| 2023                    | -                   | -                   | -                   | -                   | -                   | -                   | -                   |                     |
| Всього                  | 12/12               | 2 титулу            | 67                  | 39                  | 26                  | 1                   | 1                   |                     |

| Чемпіонат світу Twenty 20 | Чемпіонат світу Twenty 20 | Чемпіонат світу Twenty 20 | Чемпіонат світу Twenty 20 | Чемпіонат світу Twenty 20 | Чемпіонат світу Twenty 20 | Чемпіонат світу Twenty 20 | Чемпіонат світу Twenty 20 | Чемпіонат світу Twenty 20 |
| Рік                       | Раунд                     | Позиція                   | Матчі                     | Перемоги                  | Поразки                   | Ничия-тай                 | Нi результату             |                           |
| ------------------------- | ------------------------- | ------------------------- | ------------------------- | ------------------------- | ------------------------- | ------------------------- | ------------------------- | ------------------------- |
| 2007 ПАР                  | перемога                  | 1/12                      | 7                         | 4                         | 1                         | 1                         | 1                         |                           |
| 2009                      | супер 8                   | 7/12                      | 5                         | 2                         | 3                         | 0                         | 0                         |                           |
| 2010 Вест-Індія           | супер 8                   | 8/12                      | 5                         | 2                         | 3                         | 0                         | 0                         |                           |
| 2012                      | супер 8                   | 5/12                      | 5                         | 4                         | 1                         | 0                         | 0                         |                           |
| 2014 Бангладеш            | супер 8                   | -                         | 1                         | 0                         | 1                         | 0                         | 0                         |                           |
| 2016                      | супер 8                   | -                         | 11                        | 7                         | 4                         | 0                         | 0                         |                           |
| Всього                    | 6/6                       | 1 титул                   | 34                        | 19                        | 13                        | 1                         | 1                         |                           |

| Інші змагання | Інші змагання |
| Чемпіонс Трофі | Кубок Азії |
| --- | --- |
| - 1998: півфінал - 2000: фінал - 2002: перемога (спільно з Шрі-Ланкою) - 2004: 1-й раунд - 2006: 1-й раунд - 2009: 1-й раунд - 2013: перемога | - 1984: перемога - 1986: бойкот - 1988: перемога - 1990/1991: перемога - 1995: перемога - 1997: фінал - 2000: третє місце - 2004: фінал - 2008: фінал - 2010: перемога - 2012: третє місце |

## Статистика
| Гравець             | Рани   | В середньому |
| ------------------- | ------ | ------------ |
| Сачін Тендулкар     | 15,837 | 53.86        |
| Рахул Дравід        | 13,265 | 52.63        |
| Суніл Гаваскар      | 10,122 | 51.12        |
| В. В. С. Лаксман    | 8,781  | 45.97        |
| Вірендер Сехваг     | 8,503  | 49.43        |
| Сурав Гангулі       | 7,212  | 42.17        |
| Діліп Венгсаркар    | 6,868  | 42.13        |
| Мохаммад Азхаруддін | 6,215  | 45.03        |
| Гундаппа Вішванат   | 6,080  | 41.93        |
| Капіл Дев           | 5,248  | 31.05        |

| Гравець                  | Калитки | В середньому |
| ------------------------ | ------- | ------------ |
| Аніл Кумбле              | 619     | 29.65        |
| Капіл Дев                | 434     | 29.64        |
| Харбхаджан Сінгх         | 413     | 32.37        |
| Захір Хан                | 295     | 32.35        |
| Бішен Сінгх Беді         | 266     | 28.71        |
| Бхагват Чандрасекхар     | 242     | 29.74        |
| Джавагал Срінатх         | 236     | 30.49        |
| Ерапаллі Прасанна        | 189     | 30.38        |
| Віну Манкад              | 162     | 32.32        |
| Срінівас Венкатарагхаван | 156     | 36.11        |